# Ḩājjīābād-e Āqā
Ḩājjīābād-e Āqā (persiska: حَجيابادِ آقا, حاجی آباد آقا) är en ort i Iran.   Den ligger i provinsen Qom, i den centrala delen av landet, 130 km söder om huvudstaden Teheran. Ḩājjīābād-e Āqā ligger 895 meter över havet och antalet invånare är 291.
Terrängen runt Ḩājjīābād-e Āqā är huvudsakligen platt, men åt sydväst är den kuperad.Runt Ḩājjīābād-e Āqā är det ganska tätbefolkat, med 100 invånare per kvadratkilometer. Närmaste större samhälle är Qom, 10,7 km väster om Ḩājjīābād-e Āqā. Trakten runt Ḩājjīābād-e Āqā består till största delen av jordbruksmark.